# قره‌شوقی (استان قراغندی)
قره‌شوقی (انگلیسی: Karashoky) یک شهرک در استان قراغندی کشور قزاقستان است.